# Temporada 1990 de las Grandes Ligas de Béisbol

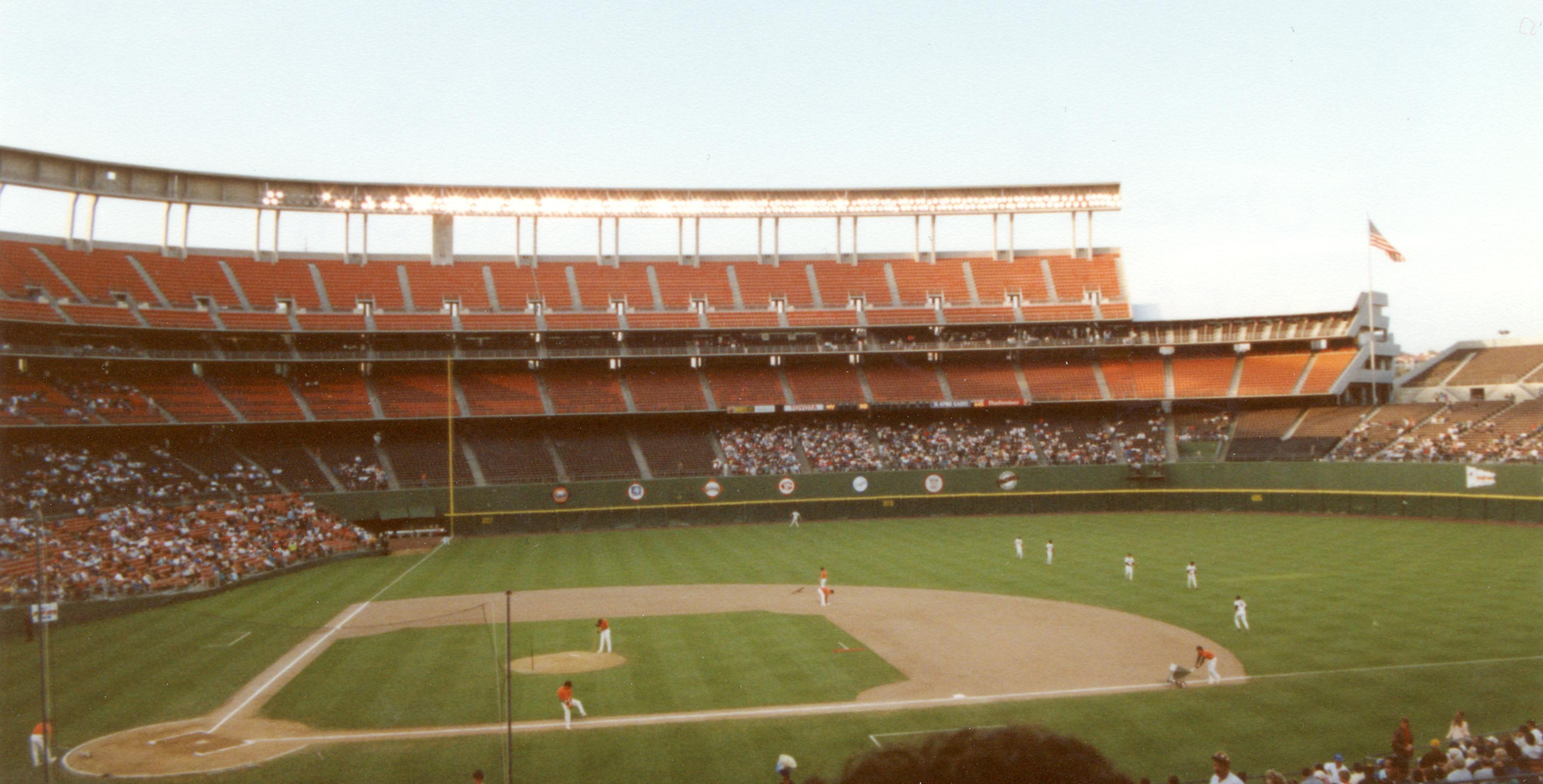
San Diego Padres jugando un partido de local ante New York Mets en el Jack Murphy Stadium durante la temporada.

La Temporada 1990 de las Grandes Ligas de Béisbol comenzó el 9 de abril y finalizó cuando Cincinnati Reds derrotó en una barrida de 4 juegos a
Oakland Athletics en la Serie Mundial.

## Premios y honores
- MVP
  - Rickey Henderson, Oakland Athletics (AL)
  - Barry Bonds, Pittsburgh Pirates (NL)
- Premio Cy Young
  - Bob Welch, Oakland Athletics (AL)
  - Doug Drabek, Pittsburgh Pirates (NL)
- Novato del año
  - Sandy Alomar, Jr., Cleveland Indians (AL)
  - David Justice, Atlanta Braves (NL)
- Mánager del año
  - Jeff Torborg, Chicago White Sox (AL)
  - Jim Leyland, Pittsburgh Pirates (NL)

## Temporada Regular
Liga Americana
| División Este     | División Este | División Este | División Este | División Este | División Este | División Este |
| Equipo            | V             | D             | CTE           | JD            | LOCAL         | VISITA        |
| ----------------- | ------------- | ------------- | ------------- | ------------- | ------------- | ------------- |
| Boston Red Sox    | 88            | 74            | 0.543         | —             | 51–30         | 37–44         |
| Toronto Blue Jays | 86            | 76            | 0.531         | 2             | 44–37         | 42–39         |
| Detroit Tigers    | 79            | 83            | 0.488         | 9             | 39–42         | 40–41         |
| Cleveland Indians | 77            | 85            | 0.475         | 11            | 41–40         | 36–45         |
| Baltimore Orioles | 76            | 85            | 0.472         | 11½           | 40–40         | 36–45         |
| Milwaukee Brewers | 74            | 88            | 0.457         | 14            | 39–42         | 35–46         |
| New York Yankees  | 67            | 95            | 0.414         | 21            | 37–44         | 30–51         |

| División Oeste     | División Oeste | División Oeste | División Oeste | División Oeste | División Oeste | División Oeste |
| Equipo             | V              | D              | CTE            | JD             | LOCAL          | VISITA         |
| ------------------ | -------------- | -------------- | -------------- | -------------- | -------------- | -------------- |
| Oakland Athletics  | 103            | 59             | 0.636          | —              | 51–30          | 52–29          |
| Chicago White Sox  | 94             | 68             | 0.580          | 9              | 49–31          | 45–37          |
| Texas Rangers      | 83             | 79             | 0.512          | 20             | 47–35          | 36–44          |
| California Angels  | 80             | 82             | 0.494          | 23             | 42–39          | 38–43          |
| Seattle Mariners   | 77             | 85             | 0.475          | 26             | 38–43          | 39–42          |
| Kansas City Royals | 75             | 86             | 0.466          | 27½            | 45–36          | 30–50          |
| Minnesota Twins    | 74             | 88             | 0.457          | 29             | 41–40          | 33–48          |

Liga Nacional  
| División Este         | División Este | División Este | División Este | División Este | División Este | División Este |
| Equipo                | V             | D             | CTE           | JD            | LOCAL         | VISITA        |
| --------------------- | ------------- | ------------- | ------------- | ------------- | ------------- | ------------- |
| Pittsburgh Pirates    | 95            | 67            | 0.586         | —             | 49–32         | 46–35         |
| New York Mets         | 91            | 71            | 0.562         | 4             | 52–29         | 39–42         |
| Montreal Expos        | 85            | 77            | 0.525         | 10            | 47–34         | 38–43         |
| Chicago Cubs          | 77            | 85            | 0.475         | 18            | 39–42         | 38–43         |
| Philadelphia Phillies | 77            | 85            | 0.475         | 18            | 41–40         | 36–45         |
| St. Louis Cardinals   | 70            | 92            | 0.432         | 25            | 34–47         | 36–45         |

| División Oeste       | División Oeste | División Oeste | División Oeste | División Oeste | División Oeste | División Oeste |
| Equipo               | V              | D              | CTE            | JD             | LOCAL          | VISITA         |
| -------------------- | -------------- | -------------- | -------------- | -------------- | -------------- | -------------- |
| Cincinnati Reds      | 91             | 71             | 0.562          | —              | 46–35          | 45–36          |
| Los Angeles Dodgers  | 86             | 76             | 0.531          | 5              | 47–34          | 39–42          |
| San Francisco Giants | 85             | 77             | 0.525          | 6              | 49–32          | 36–45          |
| Houston Astros       | 75             | 87             | 0.463          | 16             | 49–32          | 26–55          |
| San Diego Padres     | 75             | 87             | 0.463          | 16             | 37–44          | 38–43          |
| Atlanta Braves       | 65             | 97             | 0.401          | 26             | 37–44          | 28–53          |

## Postemporada
|  | Campeonato de la Liga | Campeonato de la Liga | Campeonato de la Liga |   |    | Serie Mundial     | Serie Mundial | Serie Mundial |
|  |                       |                       |                       |   |    |                   |               |               |
|  | Este                  | Boston Red Sox        | 0                     |   |    |                   |               |               |
|  | Oeste                 | Oakland Athletics     | 4                     |   |    |                   |               |               |
|  |                       |                       |                       |   | AL | Oakland Athletics | 0             |               |
|  |                       | NL                    | Cincinnati Reds       | 4 |    |                   |               |               |
|  | Este                  | Pittsburgh Pirates    | 2                     |   |    |                   |               |               |
|  | Oeste                 | Cincinnati Reds       | 4                     |   |    |                   |               |               |

|                                       |
| Campeón Cincinnati Reds Quinto Título |

## Líderes de la liga

### Liga Americana
Líderes de Bateo 
| Categoría           | Jugador          | Equipo | Marca |
| ------------------- | ---------------- | ------ | ----- |
| Porcentaje de bateo | George Brett     | KCR    | .329  |
| Cuadrangulares      | Cecil Fielder    | DET    | 51    |
| Carreras Impulsadas | Cecil Fielder    | DET    | 132   |
| Carreras Anotadas   | Rickey Henderson | OAK    | 119   |
| Hits                | Rafael Palmeiro  | TEX    | 191   |
| Robo de Bases       | Rickey Henderson | OAK    | 65    |

Líderes de Pitcheo 
| Categoría         | Jugador       | Equipo | Marca |
| ----------------- | ------------- | ------ | ----- |
| Victorias         | Bob Welch     | OAK    | 27    |
| Derrotas          | Tim Leary     | NYY    | 19    |
| ERA               | Roger Clemens | BOS    | 1.93  |
| Ponches           | Nolan Ryan    | TEX    | 232   |
| Entradas Lanzadas | Dave Stewart  | OAK    | 267   |
| Juegos salvados   | Bobby Thigpen | CHW    | 57    |

### Liga Nacional
Líderes de Bateo 
| Categoría           | Jugador                    | Equipo  | Marca |
| ------------------- | -------------------------- | ------- | ----- |
| Porcentaje de bateo | Willie McGee               | STL     | .335  |
| Cuadrangulares      | Ryne Sandberg              | CHC     | 40    |
| Carreras Impulsadas | Matt Williams              | NYM     | 122   |
| Carreras Anotadas   | Ryne Sandberg              | CHC     | 116   |
| Hits                | Brett Butler Lenny Dykstra | SFG PHI | 192   |
| Robo de Bases       | Vince Coleman              | STL     | 77    |

Líderes de Pitcheo 
| Categoría         | Jugador      | Equipo | Marca |
| ----------------- | ------------ | ------ | ----- |
| Victorias         | Doug Drabek  | PIT    | 22    |
| Derrotas          | Jose DeLeon  | STL    | 19    |
| ERA               | Danny Darwin | HOU    | 2.21  |
| Ponches           | David Cone   | NYM    | 233   |
| Entradas Lanzadas | Frank Viola  | NYM    | 249.2 |
| Juegos salvados   | John Franco  | NYM    | 33    |